# Laportea amberana
Laportea amberana är en nässelväxtart som först beskrevs av John Gilbert Baker, och fick sitt nu gällande namn av Jacques Désiré Leandri. Laportea amberana ingår i släktet Laportea och familjen nässelväxter. Inga underarter finns listade i Catalogue of Life.